# C/2011 J3 (LINEAR)
C/2011 J3 (LINEAR) — одна з короткоперіодичних комет типу комети Галлея. Комета була відкрита 14 травня 2011 року, коли мала 19.7m.